# Pałac w Pobiednej
Pałac w Pobiednej (niem. Schloss Meffersdorf, Schloss Wiegandsthal) – zabytkowy pałac w Unięcicach części wsi Pobiedna (województwo dolnośląskie) w Polsce, w powiecie lubańskim, w gminie Leśna.
Obiekt wybudowany w 1768 r. przez Adolfa Traugotta von Gersdorfa.

## Historia
Barokowy obiekt przebudowywany na przełomie XIX i XX wieku, jest częścią zespołu pałacowego, w skład którego wchodzi jeszcze park angielski z pawilonami ogrodowymi i belwederem. Z parku w kierunku Wolimierza prowadzi Czarna aleja wytyczona w 1766 r. W Gierałtówku, obecnej część Pobiednej położonej przy granicy, stoi wieża Mon Plaisir (Moja Przyjemność, później wieża Wilhelma) – wybudowana przez Adolfa Traugotta von Gersdorfa w latach 1803–1804 jako obserwatorium astronomiczne do  obserwacji planet i gwiazd, pomiarów prędkości światła, badań wyładowań atmosferycznych,  po odrestaurowaniu od 1850 r. atrakcja turystyczna – punkt widokowy,  od 1885 r. wieża Cesarza Wilhelma.

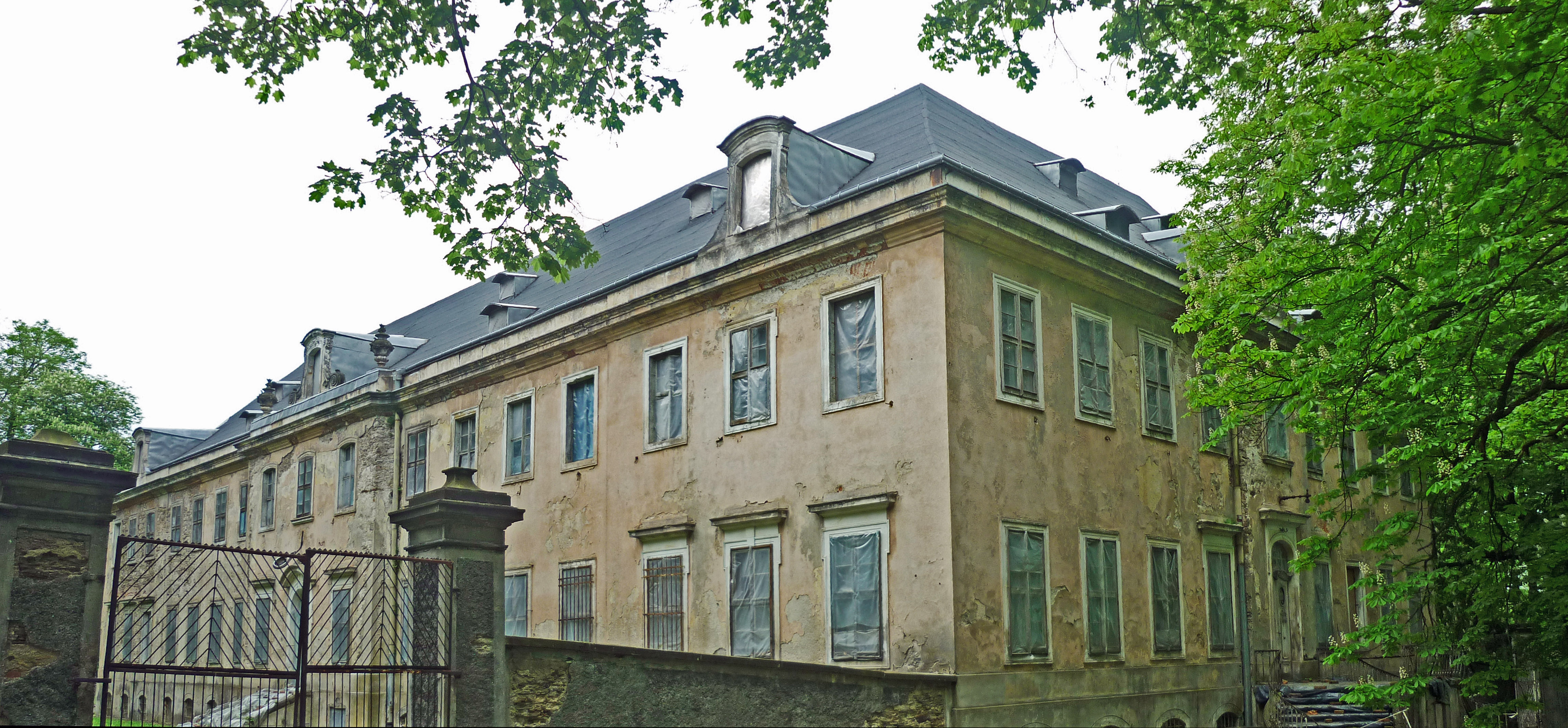
Pałac
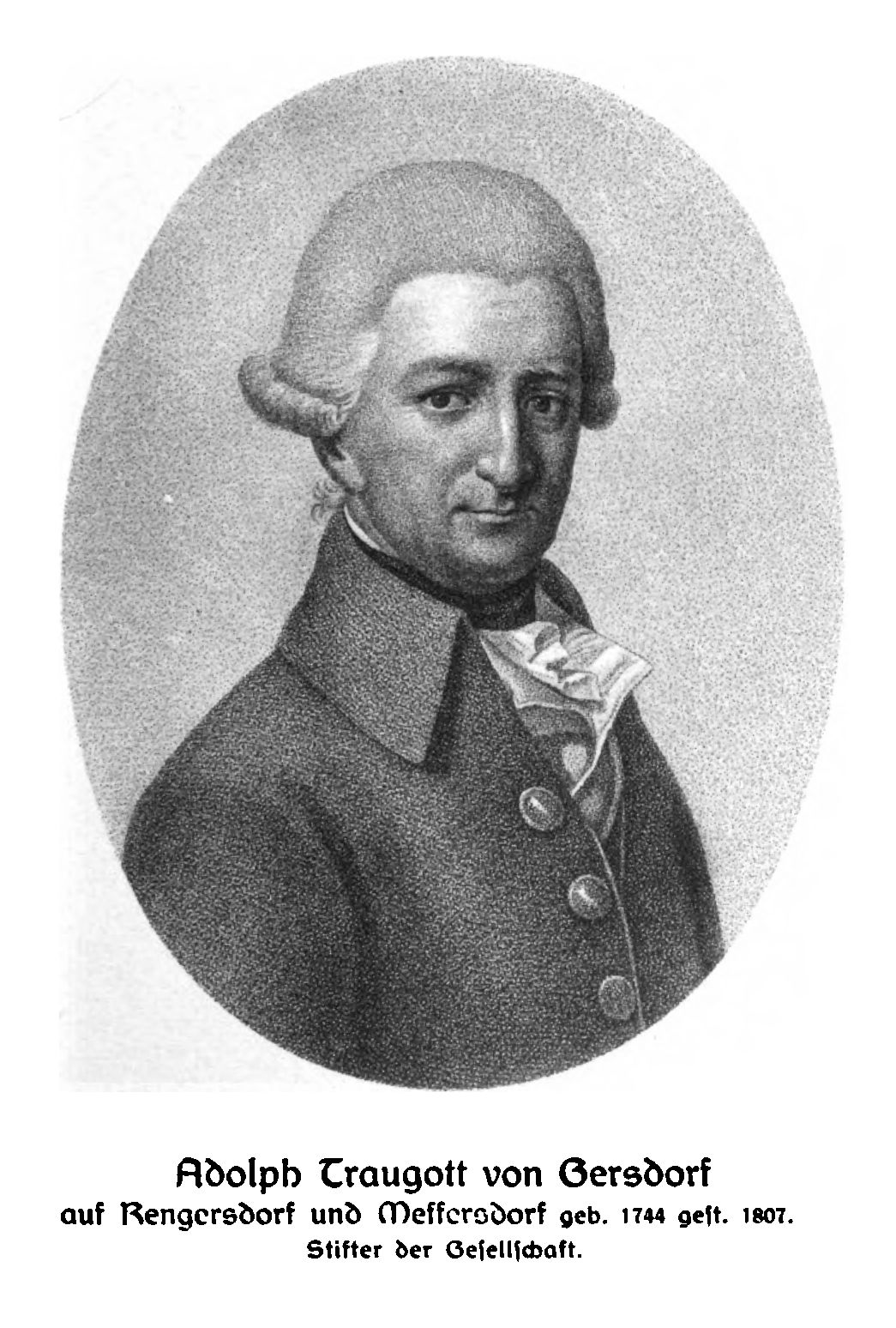
Adolf Traugott von Gersdorff
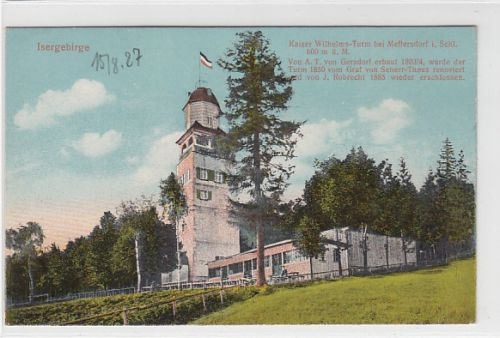
Wieża Wilhelma